# 秀明大学
秀明大学（Shūmei Daigaku）是日本千叶县八千代市的一所私立大学，其总部坐落于东京中野区，该校前身系1988年创立的八千代国际大学。

## 知名校友
- 宫本泰介，千叶县习志野市第6任市长。